# Röwenburg

Prenzlau, 1758. Die Burg befand sich am senkrechten Ufer des Sees, etwas südlich der Sabinenkirche (rot), die Karte ist auf Nordwest orientiert.

Die Röwenburg, auch Rübenburg genannt, war eine spätslawische Niederungsburg und eine mittelalterliche Turmburg in Prenzlau in der Uckermark.

## Lage
Die Burg lag im südlichen Teil der mittelalterlichen Neustadt (jetzt Berliner Vorstadt) von Prenzlau in der Nähe der Sabinenkirche in der Entenstraße am westlichen Ufer des Unteruckersees, in der Nähe des Zindelgrabens.
Die genaue Lage wurde bisher nicht ermittelt, archäologische Funde sind aus der unmittelbaren Umgebung nicht bekannt.

## Historische Erwähnungen
Die Rübenburg wurde in zwei geschichtlichen Darstellungen des 17. und 18. Jahrhunderts erwähnt. Der Pfarrer Christoph Süring bezeichnete sie um 1650 als erste Burg in Prenzlau, mit den angeblichen Gründungsumständen, sowie deren Lage in der Entenstraße. Johann Samuel Seckt übernahm 1758 einige Angaben und beschrieb die spätere Besitzgeschichte im 16. Jahrhundert.
Beide kannten noch Mauerreste auf dem Gelände.
Ältere historische Erwähnungen sind nicht bekannt.
Der spätere Name Röwenburg leitete sich wahrscheinlich von slawisch rovnyj für flach, eben als Niederungsburg ab.

## Geschichte
Die Geschichte kann nur bruchstückhaft rekonstruiert werden.
Die Burg wurde spätestens im 12. Jahrhundert wahrscheinlich als slawische Niederungsburg angelegt. Sie wurde offenbar bald Verwaltungszentrum und Kastellaneimittelpunkt im Herrschaftsbereich der pommerschen Herzöge in der Uckermark. In unmittelbarer Nähe entstand um 1180 die St.-Sabinus-Kirche. 1187 wurde ein Kastellan Zuzhzla de Brenszla erwähnt, ebenso ein Priester Stephanus. Es ist unsicher, ob das Zentrum der Kastellanei zu dieser Zeit noch in der Röwenburg oder schon in der neuen Burg westlich der Nikolaikirche in der späteren Altstadt lag (castrum cum foro et taberna, Burg mit Markt und Krug, 1188). Die Röwenburg behielt aber offenbar auch nach der Stadtgründung der Altstadt um 1234 besondere Rechte.
Wahrscheinlich im 13. Jahrhundert wurde auf dem Gelände eine Turmburg errichtet, deren Bedeutung für die kommenden Jahrhunderte nicht bekannt ist.
1565 war das Grundstück im Besitz des Bürgermeisters Mathias Wertheim, als kurfürstliches Burglehen mit Befreiung von allen Gerichten und Pflichten. 1575 wurde sogar ein eigenes Ober- und Untergericht erwähnt. 1599 ging es zurück an den Magistrat der Stadt Prenzlau, dann wieder an einen Bürgermeister. 1758 war es ein Gartengrundstück im Besitz des Bürgers Kempe.